# Pituka de Foronda
María de las Mercedes Mariana y María del Carmen de Foronda y Pinto (Santa Cruz de Tenerife, 16 de julho de 1918 — Cidade do México, 12 de novembro de 1999) conhecida como Pituka de Foronda, foi uma atriz espanhola-mexicana

## Biografia
Filha de Juan Francisco de Foronda y Cubillas (capitão da Marinha da Espanha e professor da Escola Náutica de Canárias) e Mercedes Pinto (escritora, poetisa e feminista espanhola). Era irmã de Juan Francisco, Ana María e dos dois também atores Rubén e Gustavo Rojo. A tranquilidade da família Foronda é profundamente afetada por uma doença mental, que atinge seu pai, que é internado em um manicômio. A enfermidade de seu pai resulta no divórcio de seus pais, seguido de seu falecimento posteriormente.
Algum tempo depois, sua mãe, casa-se novamente com o advogado Rubén Rojo Martín de Nicolás, com o qual tem dois filhos Rubén Rojo e Gustavo Rojo que também é ator. Em 1924, chegam a Lisboa, capital de Portugal, onde falece seu irmão Juan Francisco aos quinze anos de idade. Partem para o Rio de Janeiro, então capital do Brasil. Durante a viagem, nasce seu irmão Gustavo, em águas do Oceano Atlântico a bordo no navio alemão Cretel.
É na cidade de Montevidéu, no Uruguai, que a família se radica. E é no Uruguai, que Pituka recebe grande parte de sua formação de interpretação, principalmente de teatro. Mas é no Paraguai, onde sua mãe funda e dirige a Companhia de Teatro de Arte Moderna, que Pituka de Foronda inicia sua carreira de atriz na peça "El sueño de Kiki".
Em consequência da guerra entre Paraguai e Bolívia, que ficou conhecida como "Guerra do Chaco", em 1933, mudam-se para o Chile, onde ganhaou seu primeiro prêmio de cinema por ter realizado um poema com atuação. Após dez anos vivendo na América do Sul, Pituka e sua família se mudam para Cuba com a intenção de voltarem para a Espanha, mas a iminente Guerra Civil Espanhola impede o retorno. É definitivamente em Cuba, que Pituka começa verdadeiramente sua extraordinária carreira artística.
Em 1936, ingressou no quadro da Sociedade Pro-Arte Musical, estreando no teatro cubano na peça "Asía alegre pasa la vida", na qual atuam seus dois irmãos Rubén e Gustavo. Em 1937, foi convidada para protagonizar o primeiro filme sonoro cubano "La sepiente roja", dando vida a personagem Lucy. Nesse mesmo ano foi trabalhar na estação radiofônica Progresso Cubano. Em 1940, viajou para Hollywood, na Califórnia, para participar de audições do filme "Por quién doblan las campanas", o papel foi dado para a atriz sueca Ingrid Bergman.
No ano seguinte, em 1941, é convidada por Emílio "El índio" Fernández para trabalhar no filme "La isla de la pasión", que seria seu primeiro filme como diretor. Pituka radicou-se no México. Em 1943, Pituka reuniu-se com sua mãe e seus irmãos, sua irmã Ana María decide voltar para a Espanha. Seu padrasto, esposo de sua mãe faleceu em Cuba. Pituka Foronda casou-se com Herbert Wallace, escocês dedicado ao negócio de whisky. Tiveram quatro filhos: Herbert, Heidí, Elizabeth e Robert. Era tia da atriz Ana Patricia Rojo, filha de seu irmão Gustavo.
Pituka atuou também no teatro e na televisão. Gravou doze telenovelas. Seu primeiro trabalho na televisão foi em 1963 na telenovela "La desconocida". Sua mãe faleceu em 1976, e seu irmão o ator Rubén Rojo faleceu no dia 30 de março de 1993). Ela atuou em "Marimar" no ano de 1994 como Tia Esperanza, ao lado de Thalía e também em "María la del Barrio" em (1996) como dona Carol, novamente com Thalía, Ricardo Blume, Irán Eory, e Meche Barba.
Pituka ficou conhecida no Brasil através nas telenovelas "Marimar" e "Maria do bairro". Ambas foram exibidas no Brasil pelo SBT. Embora tenha feito vários trabalhos na televisão, somente estas duas novelas, nas quais atuou foram exibidas no Brasil. Pituka Foronda faleceu aos 81 anos de idade, no dia 12 de novembro de 1999 na Cidade do México. Supostamente de causas naturais.

## Filmografia
- María la del Barrio (1996).... Senhora Carol
- Para toda la vida (1996).... Marquesa
- Marimar (1994).... Esperança Aldama
- Los parientes pobres (1993).... Mãe de Jean Paul
- Carrusel (1989)..... Avó do David
- Bianca Vidal (1982).... Eloísa
- Soledad (1981).... Martha
- No todo lo que brilla es oro (1978)
- Humillados y ofendidos (1977)
- La recogida (1971)
- Aurelia (1968)
- El cuarto mandamiento (1967)
- La sombra del pecado (1966)
- El dolor de vivir (1964)
- La culpa de los padres (1963)
- La desconocida (1963)
- Los que no deben nacer (1953)
- Asesinato en los estudios (1946)
- Sinfonía de una vida (1945)
- El museo del crimen (1943).... Margarita Palacios
- Como todas las madres (1943)
- Tormenta en la cumbre (1943)
- Los tres mosqueteros (1942)
- La Abuelita (1942)
- Maravilla del toreo (1942).... Fernanda
- Regalo de reyes (1942)
- La isla de la pasión (1941).... María
- Mi tía de América (1939) (Cuba)
- Ahora seremos felices (1938) (Cuba)
- La serpiente roja (1937) (Cuba).... Miss Lucy